# Prova a volare
Prova a volare è un film del 2003 diretto da Lorenzo Cicconi Massi e uscito nelle sale cinematografiche nel 2007.

## Trama
Alessandro, ventenne, si viene a trovare in una brutta situazione: è orfano e il peso derivante dal doversi occupare dell'azienda di famiglia è troppo gravoso, perciò decide di fuggire e di trovare lavoro come cameraman presso Tonino, curioso ed eccentrico titolare di un'agenzia fotografica specializzata in matrimoni. Gloria, sedicenne costretta a sposarsi a causa di una gravidanza non voluta, è anch'essa un'anima ribelle e proprio prima della cerimonia fugge, sfruttando l'involontaria complicità di Alessandro, che si trova così suo malgrado coinvolto in un viaggio verso sud.

## Produzione

### Riprese
Il film è stato girato a Jesi, Montecarotto, Senigallia, Belvedere Ostrense, Ostra Vetere, Ostra nelle Marche e a Irsina in Basilicata.

## Distribuzione
Distribuito nelle sale cinematografiche italiane quattro anni dopo la realizzazione, sulla scia della crescente popolarità dei due giovani protagonisti, il film non ha avuto il successo sperato, incassando complessivamente solo € 315.000. Ha fatto il suo primo passaggio televisivo il 23 giugno 2011 in prima serata su LA7, ed è stato seguito da 1.024.000 telespettatori, share 4,76%.